# Hélisenne de Crenne

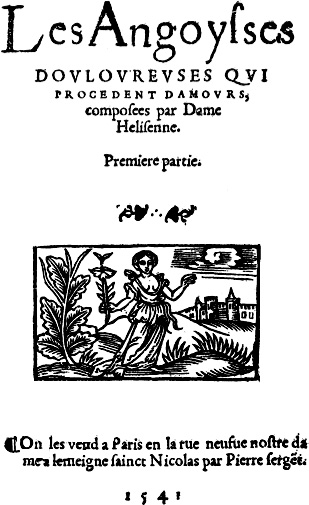
Strona tytułowa Les Angoysses douloureuses qui procédent d’amours

Hélisenne de Crenne, właśc. Marguerite de Briet (ur. ok. 1510 w Abbeville, zm. ok. 1560) – francuska pisarka i tłumaczka.

## Życiorys
Niewiele faktów z życia de Crenne zostało bezdyskusyjnie ustalonych. W 1530 wyszła za mąż za Philippe'a Fournela, właściciela majątku Crenne, który to związek został legalnie rozwiązany w 1552. Od tego czasu żyła w Paryżu.

## Twórczość
De Crenne jest autorką czterech utworów: Les Angoysses douloureuses qui procédent d’amours, composées par dame Hélisenne (1538), Les Épistres familières et invectives de ma dame Helisenne, composées par icelle dame de Crenne (1539), Le Songe de madame Helisenne, composé par la dicte dame, la considération duquel est apte à instiguer toutes personnes de s’alliéner de vice, et s’approcher de vertu (1540) oraz swobodnego tłumaczenia czterech pierwszych ksiąg Eneidy. Trzy pierwsze dzieła zostały wydane w jednym tomie w 1543 oraz wznowione w latach 1551 i 1560. Dwa ostatnie wydania, opracowane przez Claude'a Coleta, zostały poważnie zmodyfikowane pod względem stylistyki, co sprawiło, że ich autorka mogła zostać zidentyfikowana dopiero w XIX wieku.
Utwory de Crenne stanowiły przykład tzw. "prozy natchnionej" – pisarka wprowadzała do języka liczne latynizmy i neologizmy o pochodzeniu łacińskim i greckim, posługiwała się skomplikowanymi metaforami i złożoną składnią zdania, eksponowała własną erudycję. Równocześnie w swoich tekstach poruszała problemy pozycji kobiety w społeczeństwie, jej relacji z mężczyzną, prawa do edukacji i uczestnictwa w życiu społecznym. Emancypacyjne poglądy de Crenne (usprawiedliwienie kobiet zdradzających swoich mężów, postulat większej wolności osobistej kobiet) sprawiły, że jest uważana za jedną z prekursorek francuskiego feminizmu.
Twórczość de Crenne na tle swojej epoki wyróżniała się eksperymentami formalnymi: pisarka stylizowała swoje dzieła na części własnej biografii, wprowadzała do jednego utworu kilku narratorów, prowadziła grę z tradycyjnymi konwencjami gatunkowymi (np. romansem rycerskim).